# Germarostes reticularis
Germarostes reticularis är en skalbaggsart som beskrevs av Bates 1887. Germarostes reticularis ingår i släktet Germarostes och familjen Hybosoridae. Inga underarter finns listade i Catalogue of Life.